# 윤봉길
윤봉길(尹奉吉, 1908년 6월 21일~1932년 12월 19일)은 대한제국의 독립운동가이며 교육자·시인 겸 저술가이다. 본관은 파평(坡平)이다. 아명은 윤우의(尹禹儀), 호는 매헌(梅軒)이고, 충청남도 덕산(현 예산군) 출생이다. 홍커우 공원에 폭탄을 던진 훙커우 의거를 일으킨 독립운동가로 잘 알려져 있다.

## 생애
그는 1908년 6월 21일 충청남도 덕산군 현내면 조량리(현 예산군 덕산면 시량리 178번지 목바리마을) 광현당에서 출생하였고 지난날 한때 충청남도 예산군 예산읍 예산리에서 잠시 유아기를 보낸 적이 있는 그는 고려 시대의 명장이었던 윤관의 후손으로 아버지는 윤황(尹墴)이며, 어머니는 경주 김씨 김원상(金元祥)이다. 1911년 3월 4세 때 광현당에서 저한당으로 옮겨와 23세까지 생활하였다. 1918년 덕산보통학교(현 덕산초등학교)(德山普通學校)에 입학하였으나, 조선인이 조선말을 못 쓰고 일본말을 써야 하는 것과 교장이 일본인인 것에 불만이 많았고, 게다가 다음 해에 3·1운동이 일어나자 이에 자극을 받아 일본말을 배우는 것과 일본인 교장 밑에서 교육을 받는 식의 식민지 노예 교육을 배격하면서 부모님 앞에서 학교를 자퇴할 것을 선언하였고, 그렇게 학교를 그만 두었다. 대신 최병대(崔秉大) 문하에서 동생 윤성의(尹聖儀)와 함께 한학을 공부하였으며, 1921년 유학자인 매곡 성주록(成周錄)의 서당 오치서숙(烏峙書塾)에 들어가 그의 문하생이 되었다. 오치서숙에서 윤봉길은 사서삼경 등 중국 고전을 두루 익혔다. 1922년 15세에 성주 배씨 배용순(裵用順)하고 결혼하였다. 학업 성적이 우수하여 1923년 16세에 오치서숙 춘추 시회에서 장원을 하기도 했다. 1926년 윤봉길은 매헌(梅軒)이라는 아호를 얻었다. 1928년 18세 되던 해에는 시집 <오추>(嗚推), <옥수>(玉睡), <임추>(壬椎) 등을 발간하였다. 1929년 오치서숙을 졸업, 한학수업을 마쳤다.

### 농촌 계몽 활
청년 시절에는 농민 운동에 관심이 많았다. 1929년 오치서숙을 졸업한 윤봉길은 농촌 계몽 활동, 농촌 부흥 운동, 야학 활동, 독서회 운동 등을 시작하였다. 1927년 농민독본 3권을 저술하였다. 1928년 부흥원 설립을 기념하는 공연인 우화 「토끼와 여우」의 공연과 월례강연회를 개최하였으며 <기사년 일기>(己巳年 日記)를 지었다. 이어 위친계(爲親契) 조직, 월진회, 수암 체육회 등을 조직하였다.
1930년 "장부가 뜻을 품고 집을 나서면 살아 돌아오지 않는다(丈夫出家生不還)"이라는 글귀를 남기고 집을 떠나 중국으로 건너갔다. 그리고 후에 이 정보를 일본 경찰이 입수하여 미행, 평안도 선천에서 체포되어 45일간의 옥고를 치렀다. 그리고 출옥 후에 중국의 만주로 망명하였다.

### 훙커우(홍커우) 공원(현루쉰 공원) 폭탄 투척 사건

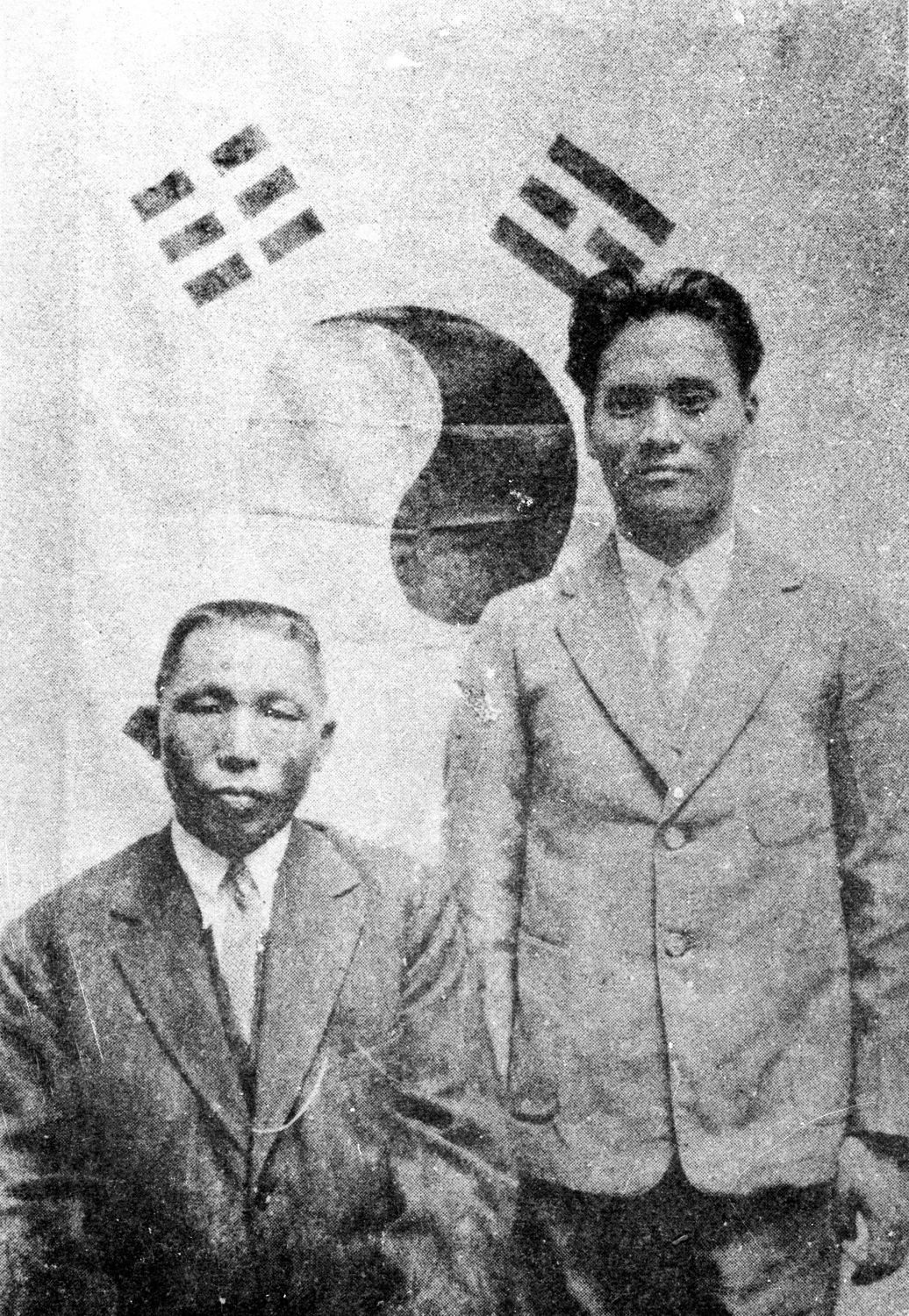
김구와 윤봉길

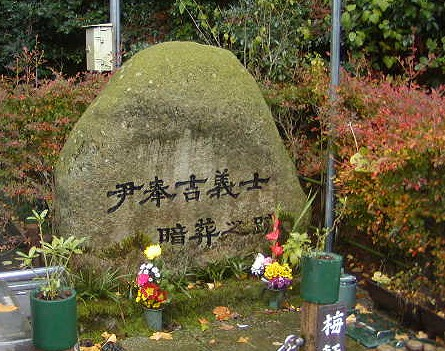
일본 가나자와에 있는 윤봉길 선생 위령비

중국 상하이에서 중국인들을 대상으로 채소 장사를 하던 그는 1931년 겨울 대한민국 임시정부의 국무령인 김구를 찾아, 독립운동에 몸바칠 각오를 호소해 그가 주도하는 한인애국단에 가입했다. 김구는 1932년 4월 29일 상하이의 홍커우 공원(현 루쉰 공원)에서 열리는 일본 천황의 생일연(천장절)과 상하이 점령 전승 기념 행사를 폭탄으로 공격할 계획을 세웠으며, 협의 끝에 투척하기로 결의하였다. 당시 홍커우 공원에는 상하이 일본군 1만명, 상해 거주 일본인 1만명, 그밖에 각국사절, 각계 초청자 등 2만이 넘는 인파가 모였다.
당시 폭탄은 도시락과 물통 모양으로 만든 급조폭발물이었는데, 이는 폭탄을 도시락과 물통으로 위장하려는 데에 목적이 있었다. 당시 천장절(천황탄생일)과 상하이 점령 전승 기념 행사에서 식사가 제공되지 않아서, 일본측에서 이 행사에 참여하는 사람들에게 각자 도시락을 지참시켰는데, 바로 그 허점을 노렸던 것이었다.
일본인으로 신분을 위장한 윤봉길은 삼엄한 경계망을 뚫고 공원에 입장한 후 11시가 되자 중국주둔 일본군(천진군) 총사령관인 시라카와 요시노리 대장이 등장하고 나서 상하이에 있는 외교관하고 내빈들이 자리를 잡았다. 군악이 울려퍼지고 열병식이 이어졌다. 천장절 행사가 끝나자 외교관하고 내빈은 퇴장하고, 일본인들만 남아 일본 상하이 교민회가 준비한 축하연을 열었다.
11시 50분 일본 국가 기미가요가 울려퍼지고 나서, 묵념을 올리는 그 틈에 노림수를 사용하여 수통 폭탄의 기폭장치를 작동시키고 나서 힘차게 던진 찰나에, 단상으로 정확하게 명중이 되었다. 그 틈을 노려, 경축대 위에 폭탄이 명중한 것을 확인한 윤봉길이 자폭하기 위해 도시락 폭탄의 기폭장치를 작동시켰으나 불발되고 말았다. 도시락 폭탄이 불발되는 그 찰나에 일본 헌병들이 곤봉을 휘두르면서 윤봉길을 덮쳐 제압하였다. 윤봉길은 제압을 당하면서도 숨겨두었던 태극기를 꺼내 흔들면서 "일본제국주의를 타도하자"라고 외쳤다.
홍커우공원에서의 폭탄 투척을 실행한 윤봉길은 상하이 파견군 총사령관 시라카와 요시노리, 상하이 일본거류민단장 가와바타 사다지 등을 처단하고, 총영사 무라이는 중상, 제3함대 사령관 노무라 기치사부로 중장은 실명되었고, 제9사단장 우에다 겐키치 중장은 다리를 절단해야 하는 중상을 당했으며, 주 중국 공사 시게미쓰 마모루는 한쪽 다리를 절단하여, 다리가 불편한 지체장애인이 되는 등 일본 군 고위 간부들이 여기저기 피를 흘리면서 쓰러졌었는데, 당시 기념식장은 그야말로 아수라장이었다.
당시 중국의 국민당 지도자였던 장제스는 '중국의 4000만이 넘는 대군도 해내지 못한 일을 조선인 청년 윤봉길이가 해내다니, 참으로 기적 같은 일이 아닐 수 없다'하면서, 윤봉길을 극찬하였으며, 그것이 대한민국 임시정부를 지원해준 도화선이 된 것이다. 당시 쑨원과 함께 대한민국 임시정부를 지원해 준 공로를 인정받아, 1953년 11월 25일 건국훈장 대한민국장(1등급)을 추서받았다.
반면, 일본 헌병대와 순사들이 조선사람들을 보기만 하면 무차별적으로 학살을 자행하였다는 주장이 있으나 이는 일제의 복수에 불과할 뿐 의사의 탓이라고 단정짓기는 어렵다.
당시 상하이에 위치해 있던 임시 정부 청사를 충칭으로 옮겨야만 했다.

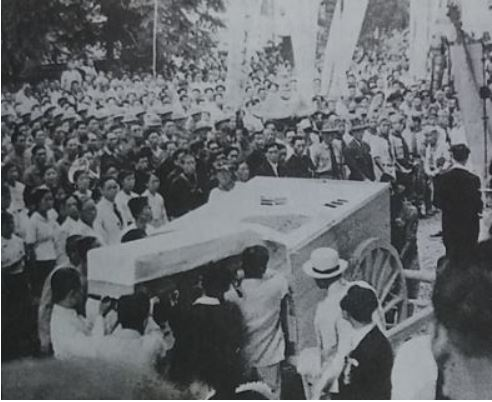
윤봉길의 국장

윤봉길은 그 자리 에서 일본 헌병들에게 제압당해 구타당한후 피투성이가 된체 끌려갔다. 그후 1932년 5월 25일 육군 군법회의 에서 사형을 선고받았다. 일본은 김구를 잡기위해 윤봉길에게 모진 고문을 가했다.
그러나 윤봉길은 고문당할 동안 김구의 위치를 끝까지 말하지 않았고 6개월후인 1932년 11월 18일 일본 기선 소속 '타이요마루' 라는 여객선에 실려 오사카 위수형무소에 수감됐다가 사형집행을 위해 12월 18일 가나자와 육군구금소로 보내졌다.
그리고 1932년 12월 19일, 가나자와 육군형무소 공병작업장으로 끌려온 윤봉길은 사형직전까지도 아무런 두려움도 없었고 오히려 침착하고 입가에는 웃음을 뛰는등 한치에 흔들림도 없었다 한다. 윤봉길은 십자가 목재형틀 양쪽팔이 묶이고 눈은 헝겊으로 가려졌다. 간수가 유언이 있냐묻자 그는 사형은 이미 각오했으므로 하등말할바 없다한뒤, 오전 7시 27분 미간에 총알이 명중하며 13분뒤 숨을 거두었다.

## 유언

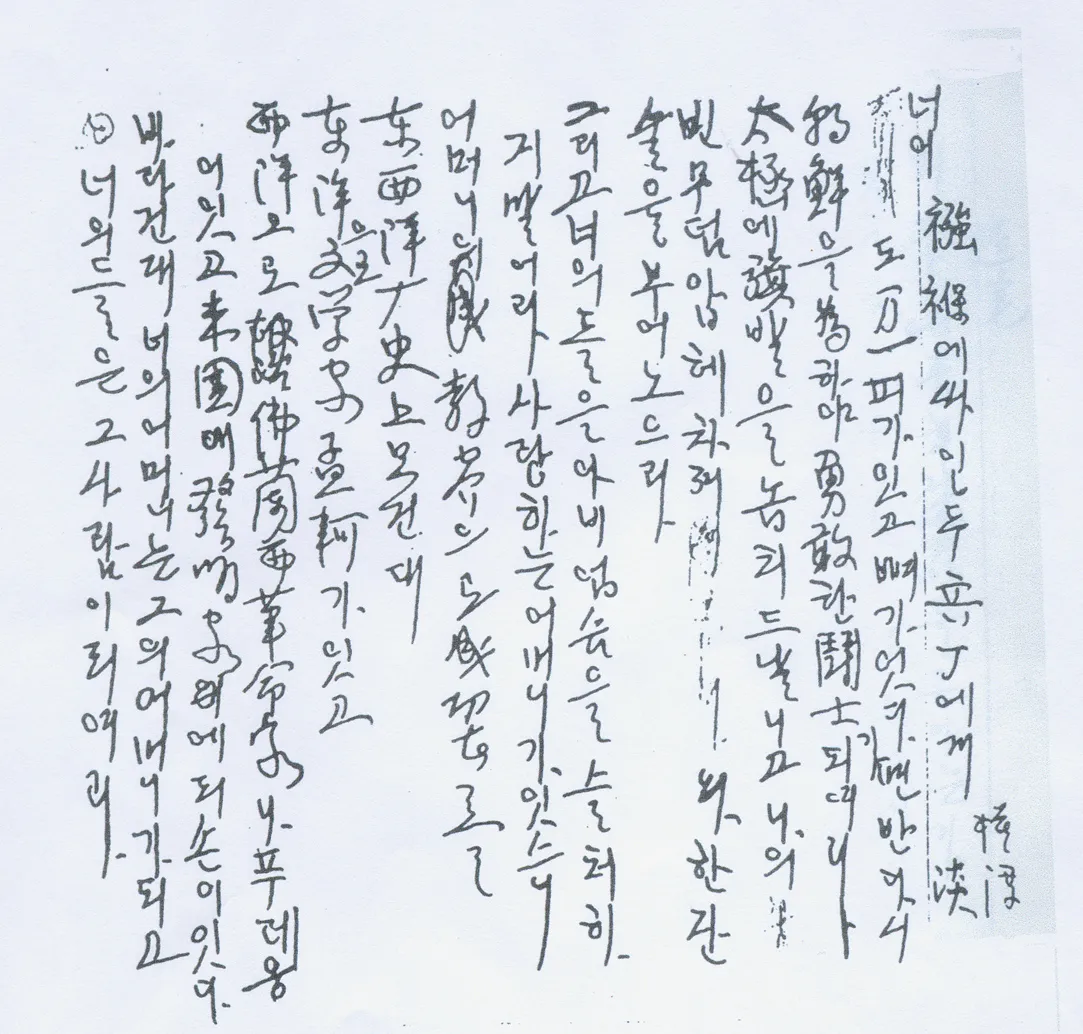
윤봉길의 유서

2005년 12월 18일 매헌 윤봉길의사기념사업회는 순국 73주기를 맞아 유언 친필 사본을 공개했다. 윤 의사는 거사 이틀 전인 1932년 4월 27일 공원을 답사한 직후 유언을 작성했다. 이 자리에서 윤의사는 거사가, 조선청년단에 대한 당부의 시, 김구 선생에 대한 존경의 시, 두 아들에게 남기는 유언 등 4편의 시를 2시간여 만에 썼다. "너희도 피가 있고 뼈가 있다면 반드시 조선을 위하여 용감한 투사가 되어라. 태극 깃발을 높이 드날리고 나의 빈 무덤 앞에 한잔 술을 부어 놓으라. 그리고 아비 없음을 슬퍼하지 말라. 사랑하는 어머니가 있으니……" 두 아들 종과 담에게 남긴 시에는 거사를 앞둔 비장한 심경과 자식과의 이별을 아쉬워하는 마음이 담겨 있다고 평가된다.

## 사후

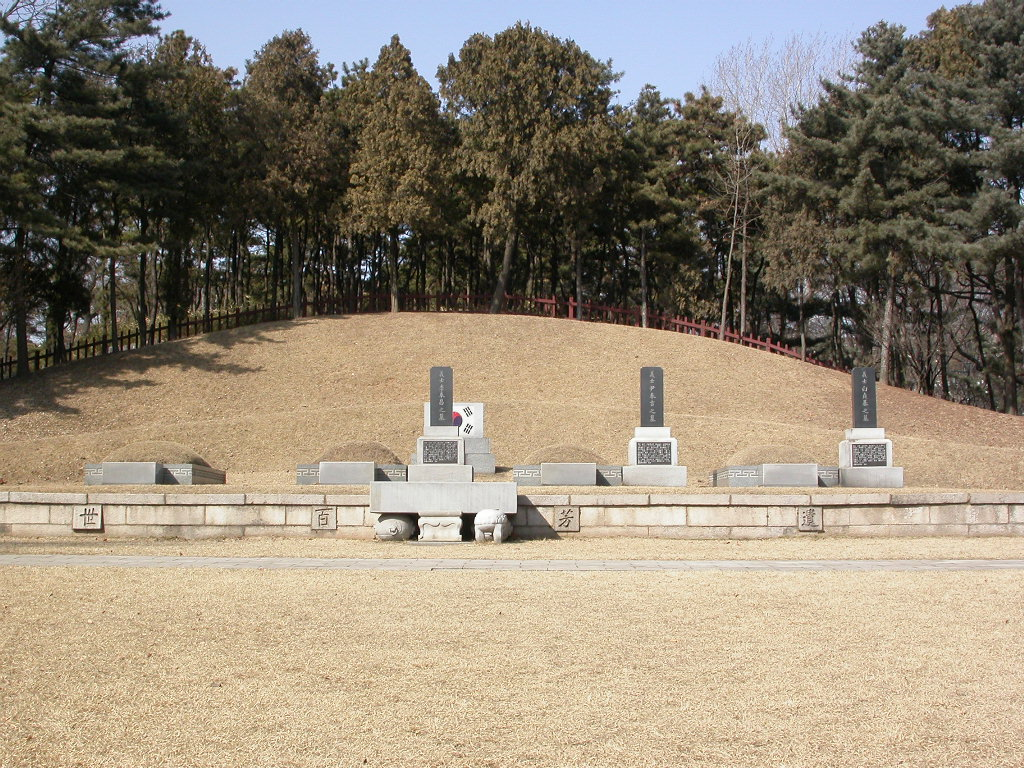
효창공원 삼의사의 묘

국민회의 부주석 김구는 일본에 있던 박열에게 3의사(윤봉길, 이봉창, 백정기)의 유해 발굴을 부탁하였다. 유해봉안 추진위원장을 맡은 박열은 재일동포들과 1946년 3월 6일 사형장에서 남쪽으로 3 km 떨어진 가나자와(金沢)시 노다(野田)산 시영공동묘지 북쪽 쓰레기장에서  윤봉길의 유해를 발굴하였다. 같은 해 6월 16일 서울에 도착하여 6월 30일 국민장으로 안장되었으며 장지는 효창공원이다. 1962년 대한민국 정부는 윤봉길에게 건국훈장 대한민국장(1등급)을 추서하였다.

### 기념사업

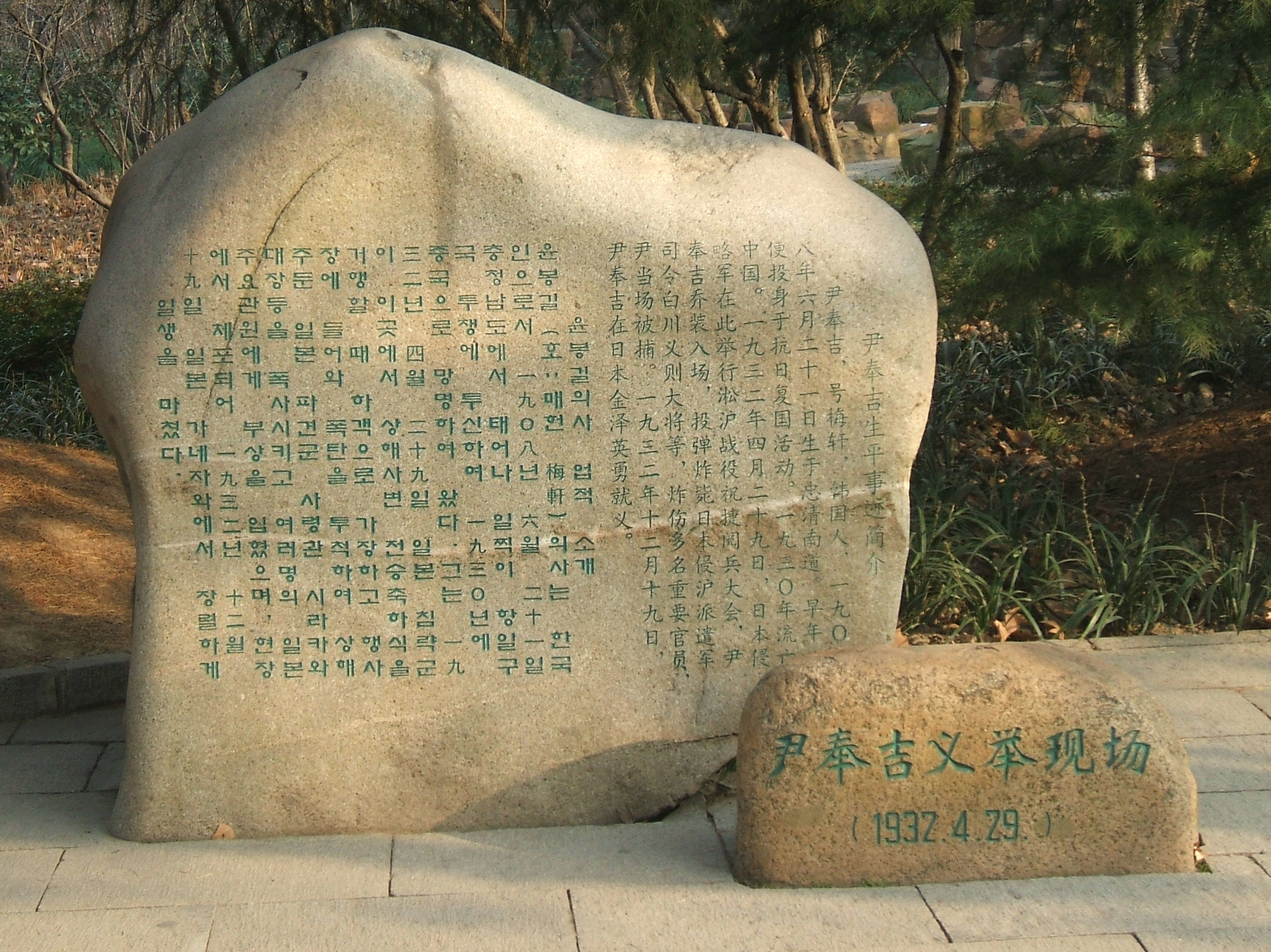
노신 공원에 있는 기념비（2008년)

1965년 윤봉길의사 기념사업회 준비위가 구성되고 같은해 6월 29일 기념사업회가 설립되었으며 1965년 12월 19일 매헌 윤봉길의사 기념사업회준위를 서울 조계사에서 발족되었다.
2012년 그의 일본 순국 기념비에 모욕적인 문구가 담긴 말뚝을 박는 사건이 벌어져 논란이 되었다.

### 기념관
1987년 윤봉길 의사 의거 55주년을 기념하여 대한민국 정부는 성금을 모아 서울 서초구 양재동 “매헌 시민의 숲”에 매헌기념관 - 윤봉길의사 기념관을 세웠다. 현재 양재시민의숲역의 부역명도 그의 호를 딴 '매헌'이다.
1963년 윤봉길 의사의 고향인 충청남도 예산군 덕산면에 충의사가 세워졌고, 1972년 생가와 고택 및 충의사 경역이 사적 제229호로 지정되었다. 1978년 사당과 삼문을 전면 증축하고 충의사 정화사업이 준공되었다.
충의사는 4개 구역으로 나뉘는데, 본전 지역은 의사의 영정을 모신 사당과 충의문, 홍살문 등이 있고, 기념관 지역은 윤봉길의사기념관, 어록탑, 보부상 전시관이 있다. 성장가 지역은 윤봉길이 4세 때부터 망명전 23세까지 살던 저한당과 의거 기념탑, 윤봉길의 동상이 있다. 생가 지역에는 도중도, 광현당, 부흥원 등이 있다.
훙커우 공원 폭탄투척 사건의 장소였던 중국 상하이 훙커우 공원(지금은 루쉰 공원)에도 기념관 매정(梅亭)이 있다.

## 평가
만보산 사건으로 일본 제국에 대해 큰 자존심의 상처를 입고 있던 당시 중화민국의 장제스는 훙커우 공원에서 윤봉길이 폭탄 투척을 했다는 소식을 전해 듣고 "중국의 100만이 넘는 대군도 해내지 못한 일을 조선인 청년이 해내다니 정말 대단하다."라며 감탄하였고, 이는 그 동안 장제스가 별다른 관심을 갖고 있지 않았던 대한민국 임시정부를 전폭적으로 지원해주는 계기가 되었다고 전해진다. 하지만 장제스의 이러한 감탄은 이 말이 가장 많이 나올 수 있는 백범 김구의 회고록인 백범일지와 장제스 일기에서 사실로 확인이 되지 않는다. 장제스 일기에서는 "옛 사람이 말하길 국가의 원수(怨讐)와는 한 하늘 아래서는 같이 살 수 없다 하였다. 공적을 쌓고자 무력을 앞세워 침략을 일삼는 자들이 깨달은 바가 있지 않겠는가?"고 의거를 굉장히 높게 칭송한 내용이 확인되었다.
초대 대통령 이승만은 1943년 카이로 회담에서 장개석이 한국의 독립을 제안하고 그 선언문에 명문화한 원인은 윤봉길 의거에 있다고 평가하기도 했다.
독립운동가 겸 정치인 장건상의 증언에 의하면 윤봉길의 의거가 임시정부 지원을 이끌어 내는 계기가 되었다고 한다. “임시정부 얘기가 나왔으니 하는 말인데, 1932년 이봉창, 윤봉길의 의거, 특히 윤봉길의 의거가 있기 전에 임시정부는 참 외로웠다. 장개석이 임시정부를 아무것도 아닌 것으로 알고 동전 한푼도 도우지 않았으며, 윤봉길 의거를 보고서야 장개석이 전적으로 도왔던 것이다”라고 회고하였다. 반면, 박헌영과 이승만은 윤봉길 의사의 의거에 대해 부정적으로 평가절하하였다. 박헌영은 '민중의 계급적 각성과 연대가 없는 극소수의 활동'이라며 윤봉길 의거를 부정적으로 평가하였다.
김구 선생은 만주사변 발발로 중국에 거주하는 조선인들은 더욱더 위축된 상황으로 정무적 정세적 판단하에 과감한 결단이 윤봉길의 거사였으나, 이승만은 '이런(의거)행동은 어리석은 짓이며, 일본의 선전내용만 강화시켜줄 뿐 한국의 독립을 가져다 주지 못할 것이다.'라고 비판하였다.

## 논란

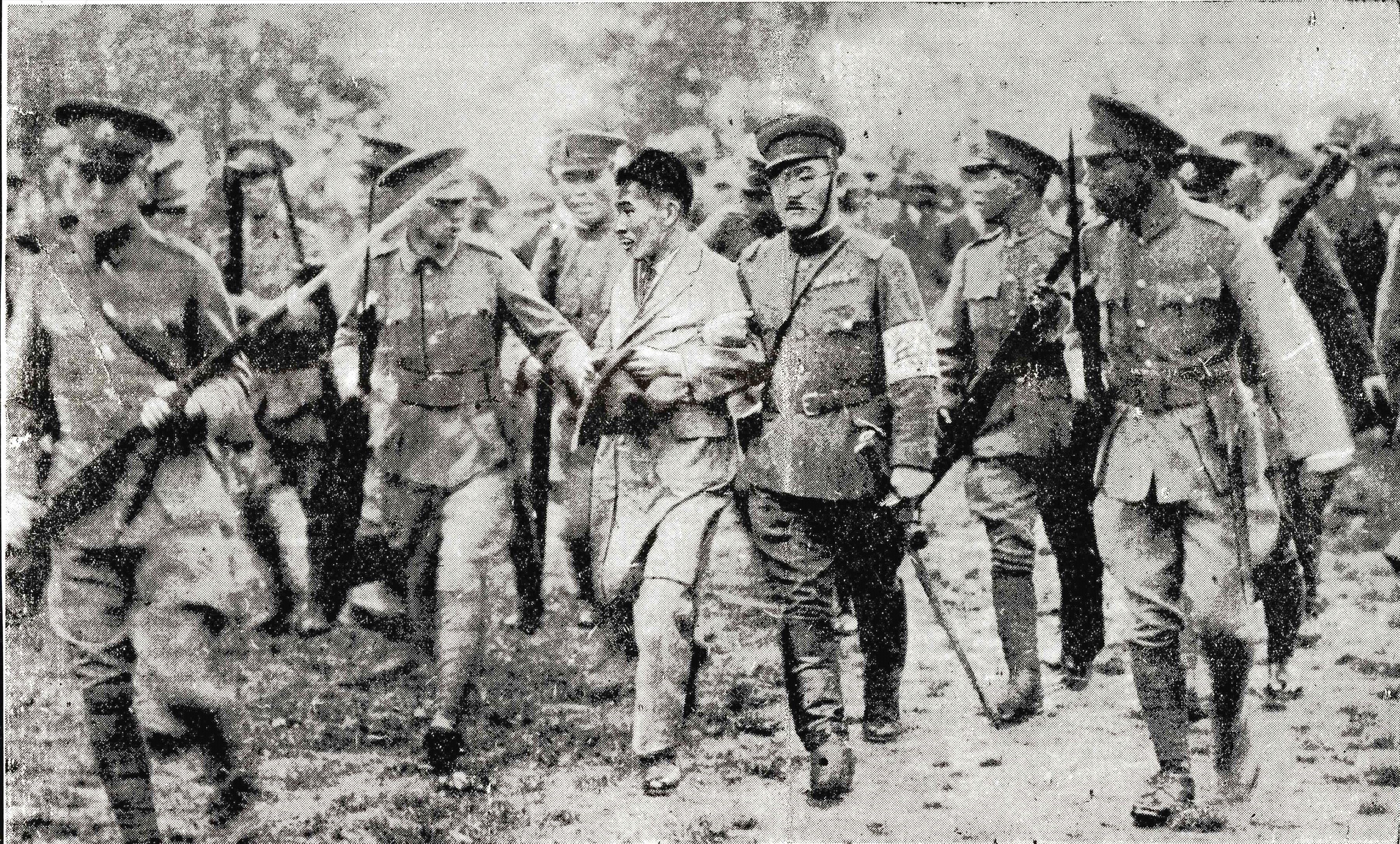
1932년 5월 1일 아사히 신문 기사에 실린 조작사진

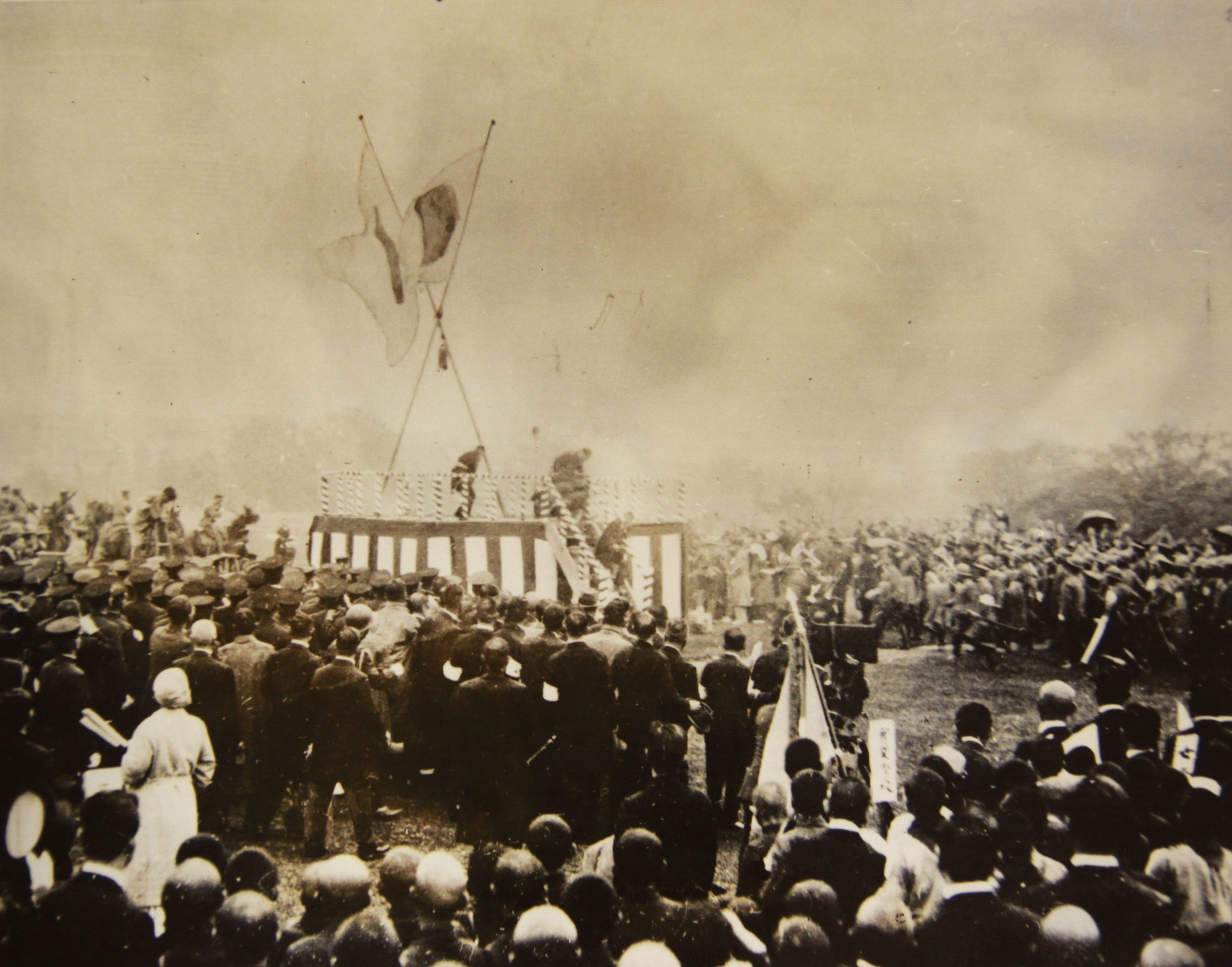
최초 사진

### 당시 사진의 조작 논란
1999년, 강효백 경희대학교 국제법무대학원 교수는 현재 널리 알려진 훙커우 의거 이후 체포사진(오른쪽 사진)이 가짜라는 주장을 제기하였다. 오른쪽 사진과 표제 사진의 인물 모습이 확연하게 다른 것은 물론, 윤봉길은 중절모를 쓴 적이 없으며, 트렌치 코트를 입지 않았다는 점이 지적되었다.
이에 관해 대한민국 정부는 오랫동안 입장을 밝히지 않았다. 그러던 2008년 10월 8일, 국가보훈처는 독립기념관의 주장에 근거하여 이 사진 속 인물이 윤봉길이 확실하다고 답변하였으며, 강효백 교수는 이에 대해 재반박을 하는 한편, SBS스페셜에서 이와 관련한 다큐멘터리를 제작하고 있다고 밝혔다.
윤봉길의 유족들 중 6촌 동생인 윤명의는 "윤 의사가 생전에 입지 않았던 바바리코트를 입고 있다"며 윤봉길의 실제 모습과 닮지 않았다고 지적했다. 한편 윤봉길의 부인 배용순과 동생 윤남의는 1976년에 위 사진의 인물이 윤봉길이 맞다고 증언한 바 있다.

### 조작 판명
2011년 3월 1일 SBS 스페셜 특집다큐 '일본이 찍은 체포사진 속 인물 그는 윤봉길인가' 방송에서 윤봉길의 사진은 조작으로 밝혀졌다. 상해 총영사관의 외무성 경찰사에서는 "윤봉길은 두들겨 맞고 기절해 군인과 헌병의 힘에 의해 끌려갔다."고 기록하고 있다. 한편, 아사히 신문 기사에 실린 사진 두 장 또한 컴퓨터 그래픽 판독 결과 각각 동일인물이 아닌 것으로 판명되었다.

## 저서
- 《오추》(嗚推)
- 《옥수》
- 《농민독본》3권
- 《기사년 일기》(己巳年日記)

## 가족 관계
- 증조부: 윤재(尹梓)
- 증조모: 이씨(李氏)
- 조부: 윤진영(尹振榮)
- 조모: 원씨(元氏)
- 아버지: 윤황(尹堭, ? ~ 1950년)
- 어머니: 김원상(金元祥, 1889년 ~ 1952년)
  - 부인: 배용순(裵用順, 1907년 8월 15일 ~ 1988년 7월 10일)
    - 장남: 윤종(尹淙, 1927년 ~ 1984년 4월 22일)
    - 자부: 김옥남(金玉南, 1936년 ~ )
      - 손녀: 윤주경(尹柱敬, 1959년 5월 3일 ~ )
      - 손녀: 윤주민(尹柱民)
      - 손녀: 윤주영(尹柱瑛)
      - 손녀: 윤주원(尹柱媛)
      - 손녀: 윤주선(尹柱善)
      - 손녀: 윤인선(尹仁善)
      - 손자: 윤주웅(尹柱雄, 1971년 1월 26일 ~ )
        - 증손자:윤행복

    - 차남: 윤경(尹涇, 1928년 ~ 1929년) - 2살 때 홍역으로 사망
    - 장녀: 윤안순(尹安順, 1929년 ~ 1929년) - 1929년 아직 만나이 한살바기도 채 아니 되어 홍역으로 사망
    - 삼남: 윤담(尹淡, 1930년 ~ 1938년) - 덕산보통학교 1년 중퇴 후 9살 때 복막염으로 사망

## 유품
- 윤봉길 의사 유품

## 대중 문화

### 윤봉길을 연기한 배우
텔레비전 드라마
- 남성식 - 《일요사극 맥》-  벼랑 위의 파수병 (1979년, KBS)
- 정성모 - 《조선총독부》 (1984년, MBC)
- 이한승 - 《전웅실록: 오성장군 김홍일》-  (1985년, KBS1)
- 박영규 - 《그의 아내》 (1986년, MBC)
- 박영태 - 《백범일지》 (1989년, MBC)
- 김상중 - 《님이여》 (1992년, MBC)
- 차광수 - 《김구》 (1995년, KBS1)
- 이강민 - 《이몽》 (2019년, MBC)

영화
- 이경선 - 《윤봉길 의사》(1947년)
- 윤일봉 - 《아아 백범 김구선생》 (1960년)
- 박노식 - 《일본제국과 폭탄의사》 (1967년)
- 박노식 - 《상해 임시정부》 (1969년)

연극
- 은희진 - 《윤봉길 의사》(1986년)

오페라
- 양승호 (오페라가수) - 《매헌 윤봉길-1932 상하이의 아침》 (2023년, 김포시오페라단)

## 같이 보기
- 배용순
- 김구
- 이봉창
- 안중근
- 백정기
- 한인애국단
- 훙커우 공원 폭탄투척 사건
- 윤봉길의사 기념관
- 독립유공자로 대한민국장을 수여받은 사람